# Serra do Arestal
A Serra do Arestal abrange parte do extremo Norte do concelho de Sever do Vouga e parte do extremo Sul do concelho de Vale de Cambra, ambos no distrito de Aveiro. Tem 830 metros de altura. As freguesias de Dornelas e de Junqueira são das que estão situadas em plena Serra do Arestal. Juntamente com a Serra da Freita e a Serra da Arada, faz parte do Maciço da Gralheira.